# پیوآمپی‌سیلین
پیوآمپی‌سیلین(به انگلیسی: Pivampicillin) یک پیوالویل‌اکسی‌متیل استر از آمپی‌سیلین است. این ماده یک پیش‌دارو است که تصور می‌شود فراهمی زیستی آمپی سیلین به صورت خوراکی را افزایش می‌دهد. دلیل آن چربی‌دوست بودن بیشتر آن در مقایسه با آمپی‌سیلین است.